# Cattedrale di Sant'Olav (Trondheim)
La cattedrale di Sant'Olav (in norvegese: Sankt Olav domkirke) è la cattedrale della prelatura territoriale di Trondheim. È dedicata a Sant'Olav.

## Storia

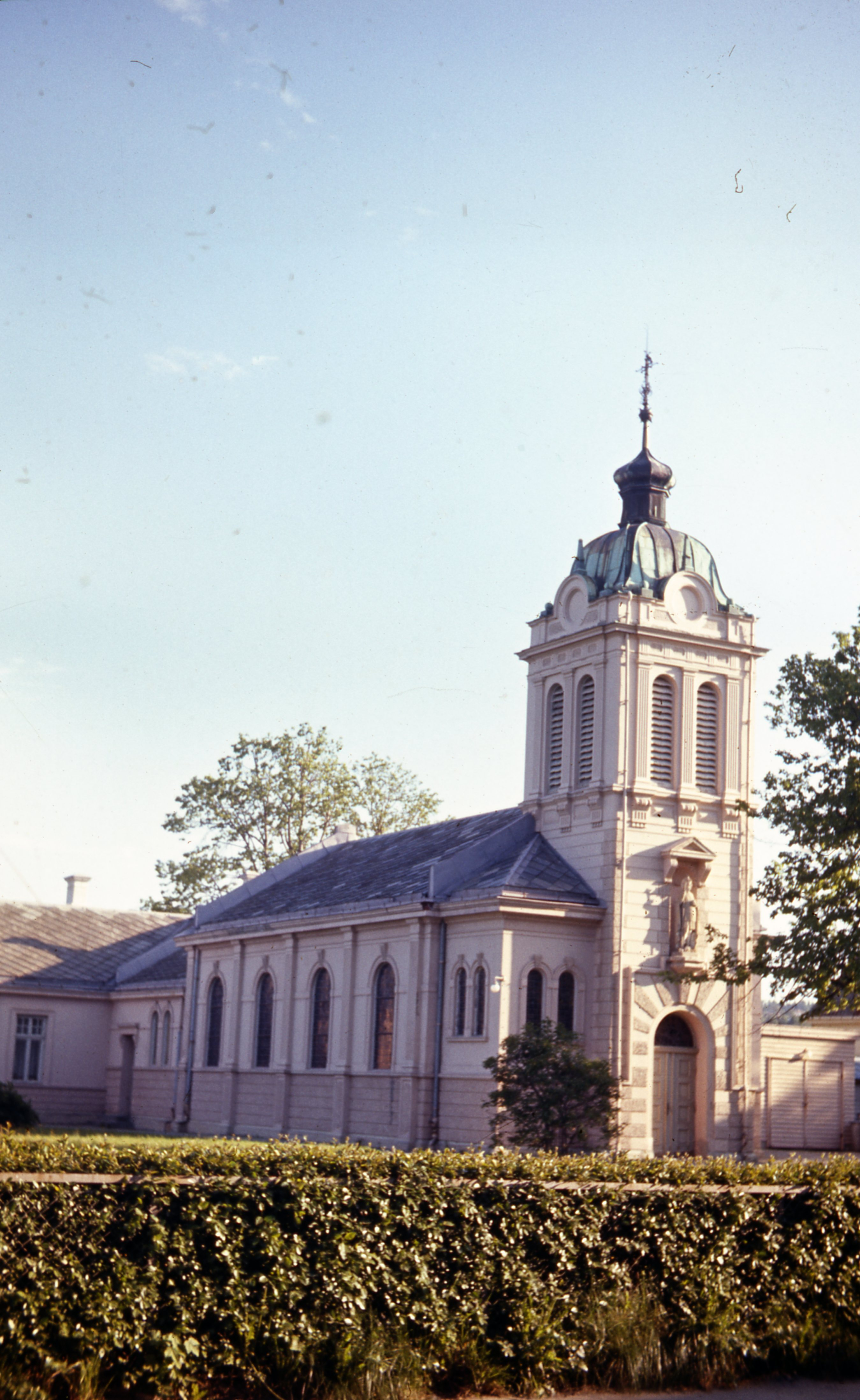
La cattedrale del 1902, demolita nel 1972.

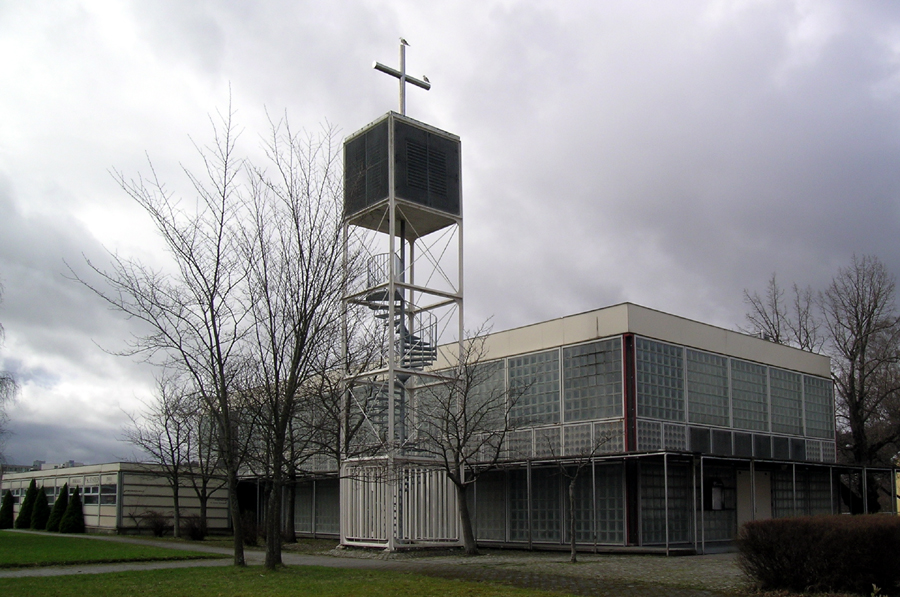
La cattedrale del 1973, demolita nel 2014.

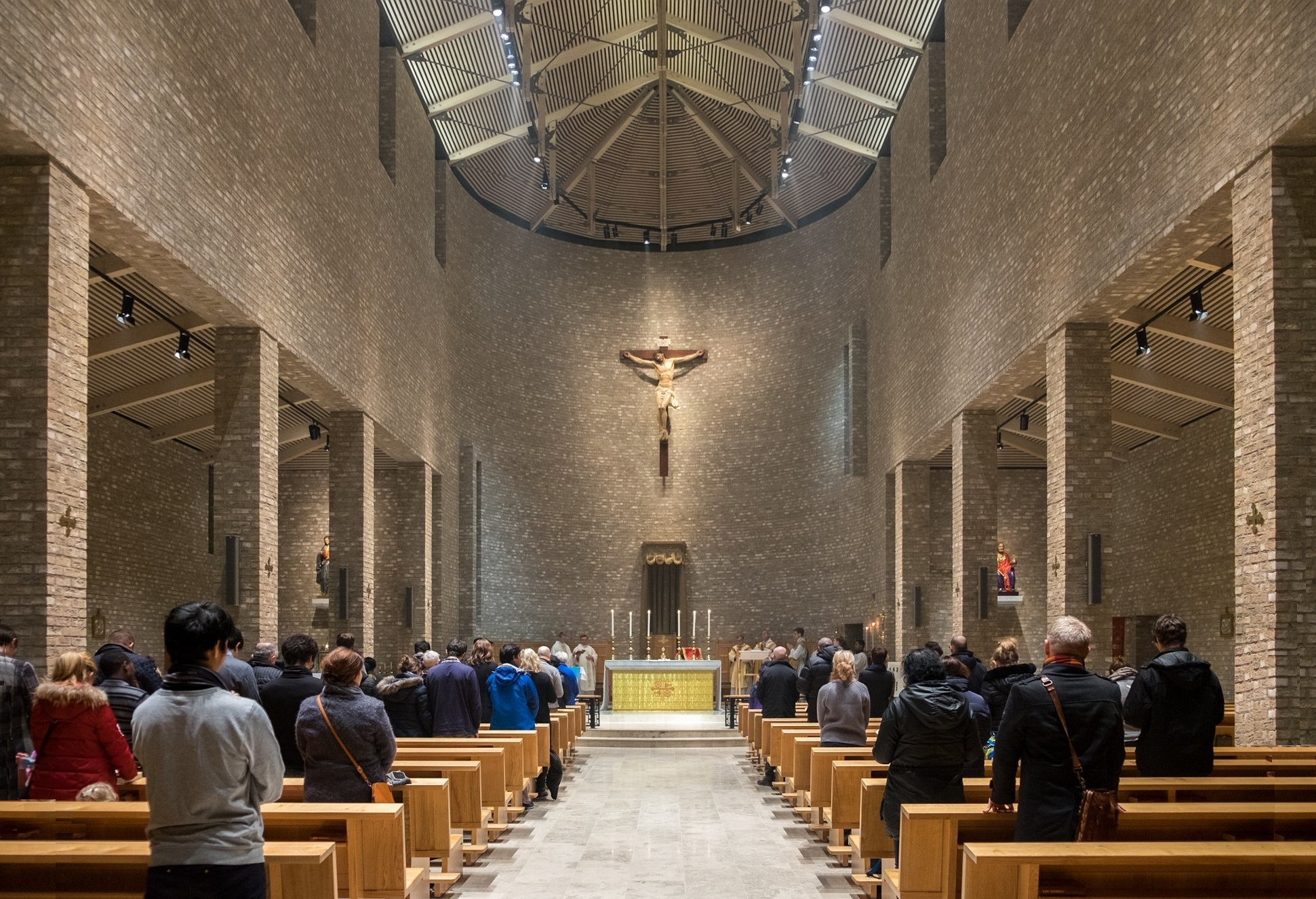
Interno della cattedrale del 2016.

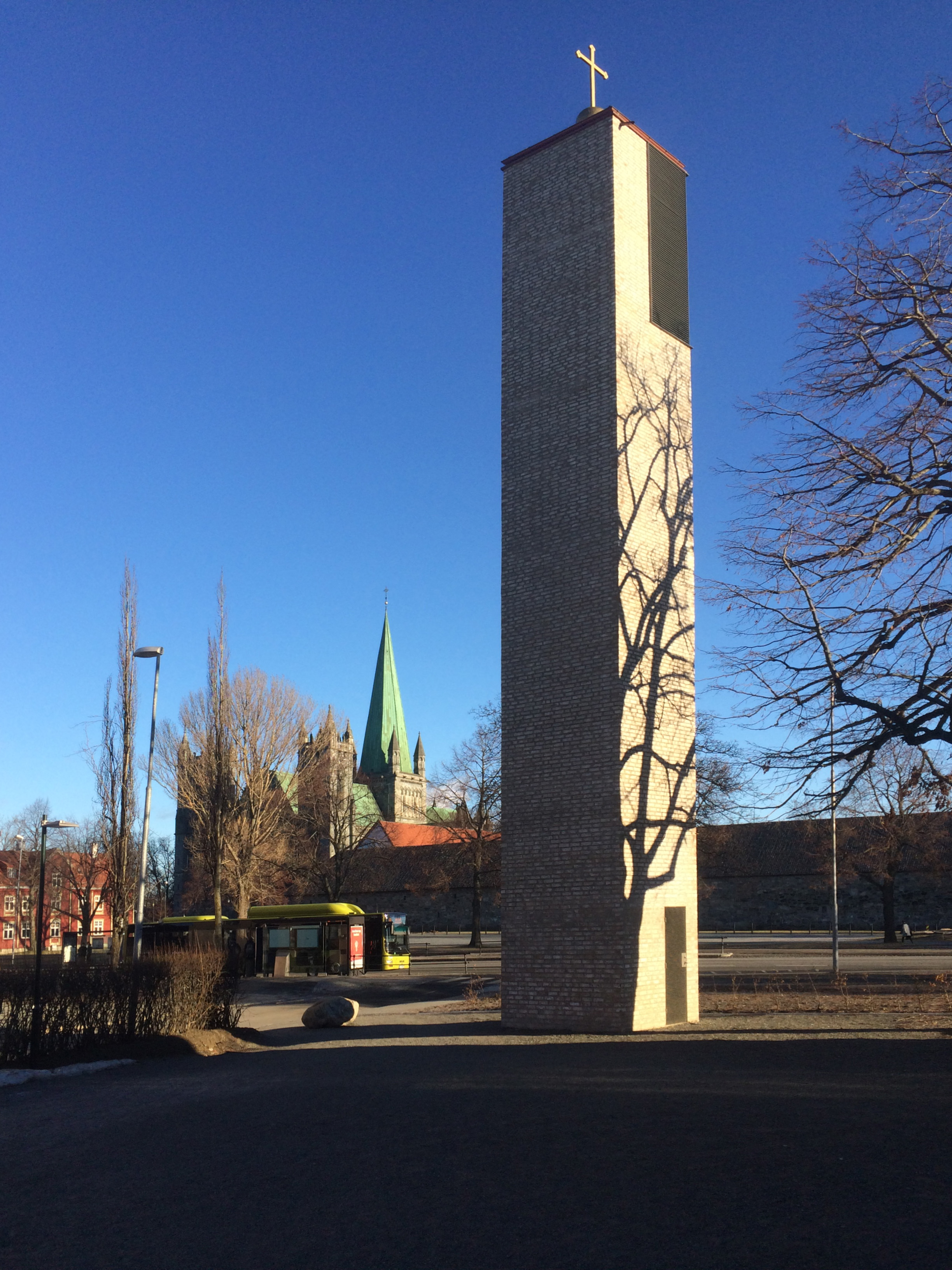
Campanile della cattedrale del 2016 con sullo sfondo la cattedrale luterana di Nidaros.

Nella seconda metà del XIX secolo, la vita parrocchiale cattolica riemerse a Trondheim. Quando le Ferrovie di Stato norvegesi trasferirono la loro stazione locale, nel 1897 la comunità cattolica acquistò i locali della vecchia stazione lungo il fiume Nidelva, non lontano dalla cattedrale di Nidaros, sede del vescovo della diocesi luterana di Nidaros dai tempi della Riforma. La comunità cattolica, utilizzando parti dell'edificio della stazione, creò un centro parrocchiale e la prima chiesa, progettata dall'architetto Axel Guldahl. Il 23 febbraio 1902 la chiesa fu consacrata e intitolata a Sant'Olaf II di Norvegia. Nel 1931 divenne la chiesa principale dell'allora missione sui iuris della Norvegia centrale.
Negli anni successivi la comunità cattolica crebbe molta grazie all'immigrazione. La chiesa del 1902 venne demolita e nel 1973 venne consacrata una nuova chiesa progettata dall'architetto Per Kartvedt. La struttura era un cuboide in vetro cemento armato.
Dopo la fine del millennio, anche questo non fu più sufficiente per l'afflusso di immigrati cattolici e sarebbero stati necessari investimenti elevati per mantenere l'edificio. Pertanto, iniziò la pianificazione per un nuovo edificio. Il 25 maggio 2014 si è svolse l'ultima santa messa nella chiesa di Sant'Olav del 1973 e il giorno successivo iniziarono i lavori di demolizione della stessa. L'attuale chiesa cattedrale venne costruita dal 2015 al 2016 nello stesso luogo e fu consacrata il 19 novembre 2016 dal cardinale Cormac Murphy-O'Connor, arcivescovo emerito di Westminster, inviato speciale di papa Francesco.

## Edificio odierno
La cattedrale è in mattoni giallastri. Dispone di 450 posti a sedere. È stato progettato dalla società Eggen Arkitekter AS che nel 2010 aveva vinto l'appalto per la costruzione. Secondo il capitolato si tratta di una chiesa a tre navate con navata centrale ampia, abside circolare e tetto di legno a capanna. L'ingresso è da nord (lato città) mentre l'abside è rivolto a sud.
Nel campanile della chiesa, che si erge separato dalla chiesa, sono poste sei campane fuse in Polonia nel 2016 e pesano in totale 1,3 tonnellate. Le campane portano i seguenti nomi: Glad (in italiano "Felice"), Sant'Olav (dedicata a Sant'Olav II di Norvegia), Sant'Eystein (dedicata a Sant'Agostino Erlendsson), Santa Sunniva (dedicata a Santa Sunniva), San Hallvard (dedicata a San Halvard Vebjørnsson) e San Thorfinn (dedicata a San Thorfinn di Hamar).
L'interno è caratterizzato dal soffitto a capriate e dalle pareti e dai pilastri in mattoni. Un grande crocifisso in forme tradizionali è collocato in posizione centrale sopra la cattedra, nell'abside. Il campanile è posto poco distante, tra la cattedrale cattolica e quella luterana.